# شوتا تامورا
شوتا تامورا (انگلیسی: Shota Tamura؛ زادهٔ ۴ فوریهٔ ۱۹۹۵) بازیکن فوتبال اهل ژاپن است.